# نافطة
نَافِطَة (الاسم العلمي Mylabris) جنس حشرات من الخنافس ينتمي إلى فصيلة النافطات غمديات الأجنحة. أنواعها زهاء 300 تعيش في المناطق الحارة المعتدلة. جميعها من الحشرات النافعة.